# Ambystoma granulosum
El ajolote de Toluca, también conocido como salamandra granulada (Ambystoma granulosum) es una especie perteneciente a la familia Ambystomatidae. Generalmente su color es amarillo-olivo en todo el organismo y cola. Su dorso posee una tonalidad más oscura y su región ventral un tono amarillo opaco. Tiene pocas manchas en el dorso y lados.
La especie es endémica de México; se le conoce únicamente en una pequeña área al noroccidente de la periferia de Toluca, Estado de México; a una altitud de 3,000 m s. n. m. Su hábitat natural son las praderas tropicales o subtropicales a gran altitud, marismas de agua dulce, corrientes intermitentes de agua dulce y estanques. En México, la NOM-059-SEMARNAT-2010 le asigna la categoría de especie sujeta a protección especial; la UICN2019-1 la tiene como especie en peligro crítico.
El impacto a su hábitat (valle de Toluca) ha sido severo debido a la intensa agricultura, ganadería, deforestación, aplicación de fertilizantes y pesticidas. La industria ha contribuido a la contaminación de aire, suelo y agua, así como al crecimiento de la frontera urbana con desarrollos comerciales y residenciales invadiendo su hábitat. Asimismo, la introducción de especies exóticas de peces está afectando el hábitat natural de este ajolote el cual no se encuentra en ningún área natural protegida, por lo que la conservación y restauración de su hábitat es urgente. Podría ser posible criarle en cautiverio.